# Jean Bonvin
Pour les articles homonymes, voir Bonvin.
Jean Bonvin, né le 6 mars 1934 à Chermignon (Valais) et mort le 17 mars 2017 à Paris, est un économiste et diplomate suisse.
Il a consacré sa carrière aux relations Nord-Sud et aux problèmes économiques des pays émergents. Il a été président du Centre de développement de l’OCDE d'octobre 1993 à avril 1999. Grand amateur de musique classique, il a présidé pendant dix ans le Festival international de Musique Classique de Sion Valais créé par Tibor Varga en 1963. De 2011 à 2017 il a présidé l’Association Crans-Montana Classics.

## Éducation
Jean Bonvin est « Magister oeconomiae » et Docteur en Sciences Économiques de la Hochschule St. Gallen für Wirtschafts-und Sozialwissenschaften (HSG) de Saint-Gall (Suisse). Il a suivi les enseignements de Claude Lévi-Strauss au Collège de France.

## Carrière
Jean Bonvin a commencé sa carrière en 1964 dans la recherche et l’enseignement à l’Université de Paris sous la direction de François Perroux, puis fut Conseiller auprès du Directeur de l’Institut international de planification de l'éducation, UNESCO.

### Consul au Burundi et Directeur de la Coopération suisse (1970-1979)
Jean Bonvin a fondé à Bujumbura la nouvelle Faculté de Sciences économiques et sociales, dont il fut le Doyen, et un Centre Universitaire de recherche sur le développement économique et social (CURDES). Soucieux de dispenser un enseignement qui traduise avec authenticité les réalités locales, Jean Bonvin, assisté d’un sociologue et d’une cinquantaine d’étudiants, a conduit sur le terrain une étude anthropologique quantitative auprès de 1655 paysans burundais, à partir d’une approche originale utilisant les proverbes du pays. Il a également fondé au cœur du pays (Gitega) une école secondaire réservée aux filles afin qu’elles puissent accéder à l’université dont elles étaient exclues jusqu’alors. Avec son épouse, Liliane, et la congrégation des sœurs carmélites de Pologne, ils ont créé à Musongati un dispensaire dont le fonctionnement a révolutionné les habitudes locales : gratuité des soins contre apprentissage aux mères de famille de la culture de légumes inconnus dans la région (carottes, choux, tomates…).

### Centre de développement de l’OCDE
Entré à l’Organisation de Coopération et de Développement Économiques (OCDE) en 1980, il a été Directeur de Recherche puis élu par le Conseil des Ambassadeurs de l’OCDE Président (1993-1999) du Centre de développement créé en 1962 à l’initiative de John Fitzgerald Kennedy. Le Centre de développement est un Forum de réflexion sur le développement international et de dialogue avec les décideurs politiques d’Asie, d’Afrique et d’Amérique latine. Durant cette période, le Président du Centre de développement a joué un rôle moteur pour le rapprochement entre les pays de l’OCDE et les pays émergents (Corée du Sud, Inde, Mexique, Brésil, Argentine, Chili, Afrique du Sud) de même qu’avec Israël, dont certains sont, depuis lors, devenus membres de l’Organisation.
Dès 1981, Jean Bonvin a initié les premières recherches de l’OCDE sur les cinq zones économiques spéciales de la Chine puis noué des relations avec des instituts de recherche, notamment l'Académie chinoise des sciences sociales inaugurant ainsi une nouvelle phase « d’engagement renforcé » entre la Chine et l’OCDE. À partir de 1992, en partenariat avec le Ministre de la Science, de la Technologie et de l’Industrie pour la Défense nationale, Ding Heng Gao, Jean Bonvin a lancé un vaste projet sur la conversion des industries militaires en industries civiles concernant 3 millions de travailleurs chinois. Les résultats de cette analyse ont donné lieu en 1995 à une Conférence internationale à Pékin, coprésidée par le Ministre Ding Heng Gao, Robert McNamara et Jean Bonvin avec la participation de nombreux ministres et secrétaires d’État occidentaux. Avec Angus Maddison, Jean Bonvin a présenté à Pékin en 1998 aux autorités et aux milieux scientifiques chinois, les « Performances et les perspectives à long terme de l’économie chinoise », approche comparative à long terme de la croissance chinoise face à celle des États-Unis et de l’Europe.
Dans les années 1990, le Centre de développement a créé des Forums annuels avec les trois Banques régionales de développement (Afrique, Asie, Amérique latine) qui tracent les perspectives économiques de ces trois grandes régions du monde. En 2001 et 2002, Jean Bonvin a effectué plusieurs missions pour conseiller les autorités coréennes dans le processus de réunification politique entre la Corée du Nord et la Corée du Sud.

## Autres conférences internationales
Outre les conférences citées ci-dessus, Jean Bonvin a présidé de nombreuses conférences internationales notamment : 
- « Management de l’environnement dans le sud-est asiatique » en présence de madame Nguyen Thi Binh, vice-présidente de la République du Vietnam, Hanoï, septembre 1993.
- « India’s Policy Reforms for structural adjustments and competitiveness » organisé conjointement par l'OCDE, le ministère des Finances de l'Inde et le Center for Policy Research de New Delhi, avec la participation du ministre des Finances de l'Inde, Manmohan Singh (qui deviendra plus tard successivement Premier ministre et Président de l'Inde), New Delhi, mars 1995.
- « Growth and Competition in the New Global Economy » organisé conjointement par l'OCDE, le Korea Development Institute (KDI) et le International Center for Economic Growth, Seoul, juin 1996.
- « Économie mondiale en l’an 2020 : Quelles perspectives pour la Chine ? » en partenariat avec l'« Institute of Quantitative and Technical Economics » de l'Académie chinoise des sciences sociales (Chinese Academy of Social Sciences - CASS), Pékin, 1998.
- « Première conférence de Washington sur le rôle du secteur privé dans la lutte contre la corruption » coprésidée par William Daley, secrétaire d’État au Commerce des États-Unis et avec la participation de Stuart Eisenstat, sous-secrétaire d’État aux Affaires étrangères, Washington, 1999.
- « Analyse des perspectives à long terme de l’économie chilienne » coprésidée par Eduardo Frei, Président du Chili avec la participation de Lawrence Summers, président du National Economic Council, de Michel Camdessus, directeur général du Fonds monétaire international FMI et de Enrique V.Iglesias, président de la Banque interaméricaine de développement, Paris, 1999.

## Enseignement
En parallèle avec sa carrière professionnelle, Jean Bonvin a également été professeur d’économie internationale auprès de l’Université catholique de Lille (1979-2006), de l’Université Paris-Descartes (1980-1990) et de l’Institut de hautes études en administration publique (IDHEAP) Lausanne (1990-2003).

## Autres activités
De 2000 à 2010, Jean Bonvin a été Président du Festival international de Violon Sion-Valais ,,. Avec Shlomo Mintz, Directeur artistique et Président du Concours international de Violon de Sion, il a organisé en 2010, en première mondiale une exposition et une série de concerts sur « les Violons de l’espoir », violons issus des camps de concentration ou rescapés de la Shoah et restaurés par le Maitre luthier Amnon Weinstein. Pour Jean Bonvin «ces violons témoignent d’une mémoire certes douloureuse mais ils doivent aussi nous faire espérer que la Culture et les Arts sont porteurs de beauté, d’espoir et de paix »,,.
De 2011 à 2017, Jean Bonvin a été Président de l’Association Crans-Montana Classics pour la promotion de la musique classique et le développement d’activités culturelles dans les Communes valaisannes du Haut-Plateau (Crans-Montana, Lens, Icogne). L’Association Crans-Montana Classics organise des Concerts et des Master classes de violon destinées à des jeunes lauréats de Concours internationaux de violon. Parmi les professeurs figurent le célèbre Professeur russe Zakhar Bron qui a formé, Maxime Vengerov et Vadim Repine, ainsi que Victor Danchenko, Haghai Shaham, Cihat Askin, Sungsic Yang,.

## Autres fonctions
- Conseiller spécial auprès de la Chinese Association for Peaceful Use of Military Industry Technology (CAPUMIT) Institution affiliée à la COSTIND (Commission of Science Technology and Industry for National Defence) (Chine).
- Membre du Board of Research Counsellors of the Foundation for Advanced Studies on international development « International Development Research Institute » (FASID-IDRI), Tokyo, Japon
- Président du « Japanese Council of the Empress Shôken Fund », Genève.
- Membre du Comité International de la Croix-Rouge (CICR), Genève (1995-2004)[21]
- Membre du Conseil de l’Institut Universitaire Kurt Bösch, Sion, Valais.
- Membre du Conseil de la Haute École Valaisanne, Sion, Valais.
- Président de l’École Suisse d’ostéopathie (Lausanne) (1995-2012).
- Membre d’Honneur du Golf Club de Crans-Montana.